# 이훈국
이훈국(李薰國, 1946년 1월 18일 ~ )은 대한민국의 정치인이다. 그리고 제1대 인천광역시 서구의원과 제10대 인천광역시 서구청장을 역임하였다. 본관은 연안이며 인천 출신이다.잘생겼다

## 학력
- 인천서곶국민학교 졸업
- 동산중학교 졸업
- 선인고등학교 졸업

### 비학위 수료
- 목원대학교 신학 학사과정 수료

## 경력
- 인천 서구 연희감리교회 권사
- 수화감리교회 담임전도사
- 인천 광성고등학교 육성 회장
- 인천 서인천고등학교 육성 회장
- 인천 가좌여자중학교 육성 회장
- 인천 가좌중학교 육성 회장
- 인천 서곶초등학교 육성 회장
- 인천 서부경찰서 초대 청소년지도 위원장
- 인천 서부소방서 초대 의용소방대 대장
- 한국도덕성회복운동협회 인천지회 명예 회장
- 국제라이온스클럽 309M지구 환경대책위원회 회장
- 이가네농장 대표
- 서인천농협 이사
- 인천광역시 서구 문화재단 이사장
- 서동이장학회 이사장
- 1991.04 ~ 1995.06 제1대 인천광역시 서구의회 의원
- 1991.04 ~ 1995.06 제1대 인천광역시 서구의회 총무위원회 위원
- 1991.04 ~ 1995.05 제1대 인천광역시 서구의회 의회운영위원장
- 자유민주연합 인천시당 서구 지구당 위원장
- 2008.06 ~ 2010.06 제10대 인천광역시 서구 구청장
- 2012.03.29 민주통합당 탈당
- 제19대 국회의원 선거 새누리당 인천시당 서구·강화군 선거대책위원회 위원장
- 제18대 대통령 선거 새누리당 인천시당 선거대책위원회 부위원장
- 제18대 대통령 선거 새누리당 선거대책위원회 직능총괄본부 인천시 서구 특별보좌관
- 제18대 대통령 선거 새누리당 인천시당 선거대책위원회 서구 공동선거대책본부장
- 새누리당 인천광역시당 전국위원
- 새누리당 인천시당 서구·강화군 당원협의회 고문
- 2015.04·29 재보궐선거 안상수 국회의원 후보 인천시당 서구·강화군 선거대책위원회 공동위원장

## 역대 선거 결과
|  | 8.91% |

|  | 0% |

|  | 18.20% |

|  | 13.34% |

|  | 37.48% |